# Serruria nervosa
Serruria nervosa är en tvåhjärtbladig växtart som beskrevs av Meissn.. Serruria nervosa ingår i släktet Serruria och familjen Proteaceae. Inga underarter finns listade i Catalogue of Life.